# I. Bernard Cohen
I. Bernard Cohen (* 1. März 1914 in Far Rockaway, Long Island (heute zu New York City); † 20. Juni 2003 in Waltham, Massachusetts) war ein US-amerikanischer Wissenschaftshistoriker.

## Leben
Cohen studierte an der Harvard University (Bachelor-Abschluss 1937) und war dort Schüler George Sartons. Er promovierte bei diesem 1947 in Harvard und blieb danach an der Universität bis zu seinem Tod, zuletzt als „Victor S. Thomas Professor“ für Wissenschaftsgeschichte.
Seine Arbeiten setzten sich mit vielseitigen Themen, insbesondere aber Isaac Newton auseinander. Er untersuchte die Entstehung von Newtons Hauptwerk, der Philosophiae Naturalis Principia Mathematica und gab 1974 eine neue kritische Ausgabe und zusätzlich eine neue englische Übersetzung heraus (mit Anne Whitman), an der er über 15 Jahre gearbeitet hatte. Cohens Interview mit Albert Einstein im April 1955 war das letzte des berühmten Physikers (veröffentlicht in der Scientific American Ausgabe vom Juli 1957). Er beschäftigte sich auch mit den wissenschaftlichen Arbeiten von Benjamin Franklin und mit William Harvey.
1952 wurde Cohen in die American Academy of Arts and Sciences gewählt. Seit 1995 war er Mitglied der American Philosophical Society. Er wurde 1974 mit der George-Sarton-Medaille ausgezeichnet, dem höchst renommierten Preis für Wissenschaftsgeschichte der von George Sarton und Lawrence Joseph Henderson gegründeten History of Science Society (HSS).

## Schriften
- Franklin and Newton: An Inquiry into Speculative Newtonian Experimental Science and Franklin's Work in Electricity as an Example thereof, Philadelphia, American Philosophical Society, 1956
- The Birth of a New Physics, Anchor Books 1960
- Science: Server of man. A layman’s primer for the age of science. London, Sigma Books 1949
- The Newtonian Revolution – with illustrations of the transformation of scientific ideas, New York, Cambridge University Press, 1981, 1985, ISBN 0-521-22964-2
- Herausgeber: Studies on William Harvey, New York, Arno Press, 1981, ISBN 0-405-13866-0
- Revolution in Science, Harvard University Press, 1985, ISBN 0-674-76777-2
- From Leonardo to Lavoisier, 1450–1800, Scribner 1980,  ISBN 0-684-15377-7
- Benjamin Franklin’s Science, Harvard University Press, 1990, ISBN 0-674-06658-8
- Benjamin Franklin: Scientist and Statesman, New York, Scribner 1975
- Interactions: Some Contacts between the Natural Sciences and the Social Sciences, MIT Press 1994,  ISBN 0-262-03223-6
- Science and the Founding Fathers: Science in the Political Thought of Jefferson, Franklin, Adams, and Madison, New York, Norton, 1995, ISBN 0-393-03501-8
- Herausgeber mit Richard Westfall: Newton: Texts, Backgrounds and Commentaries, Norton Critical Editions, 1995, ISBN 0-393-95902-3
- Howard Aiken: Portrait of a Computer Pioneer, MIT Press (Reihe: History of Computing), 1999, ISBN 0-262-03262-7
- mit Alexandre Koyré, Anne Whitman Herausgeber von Isaac Newton: Philosophiae Naturalis Principia Mathematica,  Harvard University Press 1972 (916 Seiten)
- Übersetzer (mit Anne Whitman) und Herausgeber von Isaac Newton The Principia: Mathematical Principles of Natural Philosophy, 1999, ISBN 0-520-08816-6
- Introduction to Newton’s Principia, Cambridge University Press, Cambridge 1971, 1999, ISBN 1-58348-601-1
- Herausgeber: Isaac Newton’s papers & letters on natural philosophy and related documents, Harvard University Press 1978
- Herausgeber mit Jed Buchwald: Isaac Newton's Natural Philosophy, MIT Press 2000, ISBN 0-262-02477-2
- Herausgeber mit George E. Smith: The Cambridge Companion to Newton, Cambridge University Press 2002, ISBN 0-521-65177-8
- The Triumph of Numbers: How Counting Shaped Modern Life, W. Norton, 2005, ISBN 0-393-05769-0